# Camera sinucigașilor
Camera sinucigașilor (în poloneză Sala samobójców) este un film polonez din 2011 în regia lui Jan Komasa. Premiera filmului a avut loc pe 12 februarie 2011, în cadrul Festivalului Internațional de Film de la Berlin. În Polonia, premiera a avut loc pe 28 februarie 2011.

## Subiectul filmului
Personajul principal al filmului, Dominik Santorski, este un adolescent sensibil și confuz, dintr-o familie înstărită. Colegii săi de școală au impresia că Dominik are înclinații homosexuale, bătându-și joc de el și izolându-l. Dominik, umilit, refuză să meargă la școală și să se pregătească pentru examenul de bacalaureat. Pe lângă toate acestea, se mai adaugă și problemele cu părinții, care nu erau niciodată acasă. Căzând într-o depresie puternică, Dominik se închide între cei patru pereți ai camerei sale.
Pe Internet, găsește o tânără fascinată de ideea morții și a auto-mutilării, stabilind cu aceasta o puternică legătură emoțională. În scurt timp, Dominik pierde contactul cu lumea reală, devenind din ce în ce mai atașat de lumea virtuală.  

## Distribuția
- Jakub Gierszał − Dominik Santorski
- Roma Gąsiorowska − Sylwia
- Agata Kulesza − Beata Santorska
- Krzysztof Pieczyński − Andrzej Santorski
- Filip Bobek − Marcin
- Bartosz Gelner − Aleksander
- Danuta Borsuk − Nadia
- Piotr Nowak − Jacek
- Krzysztof Dracz − Ministrul
- Aleksandra Hamkało − Karolina
- Kinga Preis − psihiatrul
- Anna Ilczuk − Ada
- Bartosz Porczyk − stilistul
- Wiesław Komasa − directorul școlii
- Karolina Dryzner − Jowita
- Ewelina Paszke − soția ministrului
- Tomasz Schuchardt − tipul din club

## Legături externe
- Camera sinucigașilor la Internet Movie Database